# Folkling
Folkling [fɔlklɛ̃] est une commune française de l'aire urbaine de Sarrebruck-Forbach située dans le département de la Moselle et le bassin de vie de la Moselle-est, en région Grand Est.  Elle fait également partie du Steinhart

## Géographie
Situé à 295 m d’altitude, Folkling est entouré de plusieurs buttes naturelles dont celle située au Kochererweg (310 m), près du cimetière communal, le Hunnenberg (371 m), ou encore le Thedingerberg, la colline la plus haute avec 376 m.Le ban de Folkling s'étend ainsi, avec celui de Gaubiving, sur une superficie de 1 187 ha, dont 120 ha de forêts, 13 ha revenant à Gaubiving.
| Morsbach | Œting    | Behren-lès-Forbach |
| Cocheren | Folkling | Bousbach           |
| Théding  |          | Tenteling          |

### Écarts et lieux-dits
- Gaubiving
- Remsing (ferme et tuilerie)
- Dehling (ancienne annexe : tuilerie, ferme et moulin)[1].

### Hydrographie

#### Réseau hydrographique
La commune est située dans le bassin versant du Rhin au sein du bassin Rhin-Meuse. Elle est drainée par le ruisseau de Lixing et le ruisseau le Morsbach.
Le ruisseau de Lixing, d'une longueur totale de 10,3 km, prend sa source dans la commune  et se jette  dans la Sarre à Grosbliederstroff, après avoir traversé six communes.

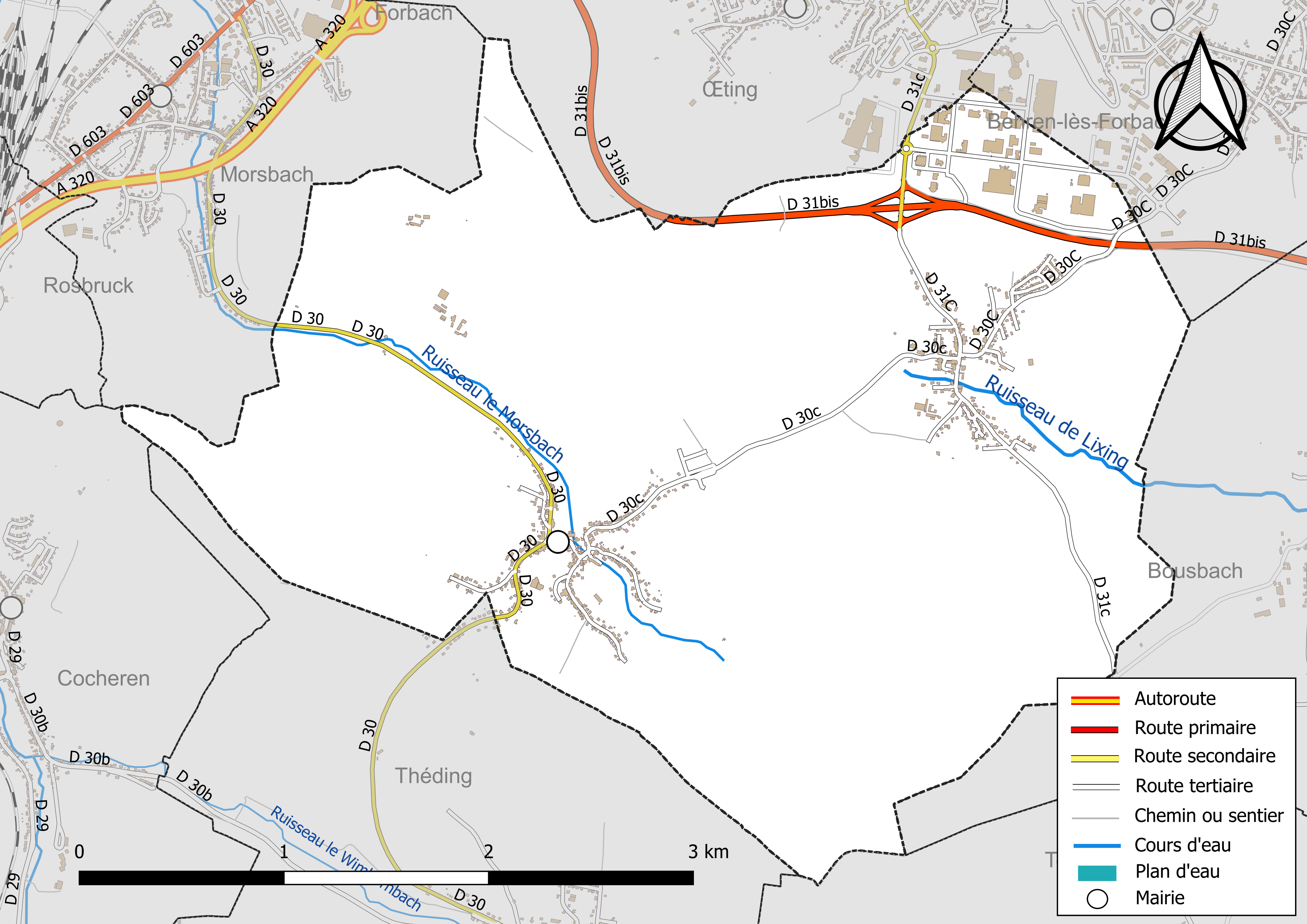
Réseaux hydrographique et routier de Folkling.

#### Gestion et qualité des eaux
Le territoire communal est couvert par le schéma d'aménagement et de gestion des eaux (SAGE) « Bassin Houiller ». Ce document de planification, dont le territoire est approximativement délimité par un triangle formé par les villes de Creutzwald, Faulquemont et Forbach, d'une superficie de 576 km2, a été approuvé le 27 octobre 2017. La structure porteuse de l'élaboration et de la mise en œuvre est la région Grand Est. Il définit sur son territoire les objectifs généraux d’utilisation, de mise en valeur et de protection quantitative et qualitative des ressources en eau superficielle et souterraine, en respect des objectifs de qualité définis dans le SDAGE  du Bassin Rhin-Meuse.
La qualité des eaux des principaux cours d’eau de la commune, notamment du ruisseau de Lixing, peut être consultée sur un site spécial géré par les agences de l’eau et l’Agence française pour la biodiversité.

### Climat
Pour des articles plus généraux, voir Climat du Grand Est et Climat de la Moselle.
En 2010, le climat de la commune est de type climat des marges montargnardes, selon une étude du Centre national de la recherche scientifique s'appuyant sur une série de données couvrant la période 1971-2000. En 2020, Météo-France publie une typologie des climats de la France métropolitaine dans laquelle la commune est exposée à un climat semi-continental et est dans la région climatique  Lorraine, plateau de Langres, Morvan, caractérisée par un hiver rude (1,5 °C), des vents modérés et des brouillards fréquents en automne et hiver. 
Pour la période 1971-2000, la température annuelle moyenne est de 9,4 °C, avec une amplitude thermique annuelle de 17 °C. Le cumul annuel moyen de précipitations est de 980 mm, avec 12,3 jours de précipitations en janvier et 10 jours en juillet. Pour la période 1991-2020, la température moyenne annuelle observée sur la station météorologique de Météo-France la plus proche, « Seingbouse », sur la commune de Seingbouse à 6 km à vol d'oiseau, est de 10,5 °C et le cumul annuel moyen de précipitations est de 731,4 mm. 
La température maximale relevée sur cette station est de 37,9 °C, atteinte le 25 juillet 2019 ; la température minimale est de −17 °C, atteinte le 20 décembre 2009,,. 
Les paramètres climatiques de la commune ont été estimés pour le milieu du siècle (2041-2070) selon différents scénarios d'émission de gaz à effet de serre à partir des nouvelles projections climatiques de référence DRIAS-2020. Ils sont consultables sur un site spécial publié par Météo-France en novembre 2022.

## Urbanisme

### Typologie
Au 1er janvier 2024, Folkling est catégorisée bourg rural, selon la nouvelle grille communale de densité à sept niveaux définie par l'Insee en 2022.
Elle est située hors unité urbaine. Par ailleurs la commune fait partie de l'aire d'attraction de Forbach (partie française), dont elle est une commune de la couronne,. Cette aire, qui regroupe 10 communes, est catégorisée dans les aires de moins de 50 000 habitants,.

### Occupation des sols
L'occupation des sols de la commune, telle qu'elle ressort de la base de données européenne d’occupation biophysique des sols Corine Land Cover (CLC), est marquée par l'importance des territoires agricoles (68,7 % en 2018), en diminution par rapport à 1990 (73,3 %). La répartition détaillée en 2018 est la suivante : 
terres arables (32,5 %), forêts (20,6 %), prairies (17,2 %), zones agricoles hétérogènes (9,9 %), cultures permanentes (9 %), zones urbanisées (6,2 %), zones industrielles ou commerciales et réseaux de communication (4,5 %). L'évolution de l’occupation des sols de la commune et de ses infrastructures peut être observée sur les différentes représentations cartographiques du territoire : la carte de Cassini (XVIIIe siècle), la carte d'état-major (1820-1866) et les cartes ou photos aériennes de l'IGN pour la période actuelle (1950 à aujourd'hui).

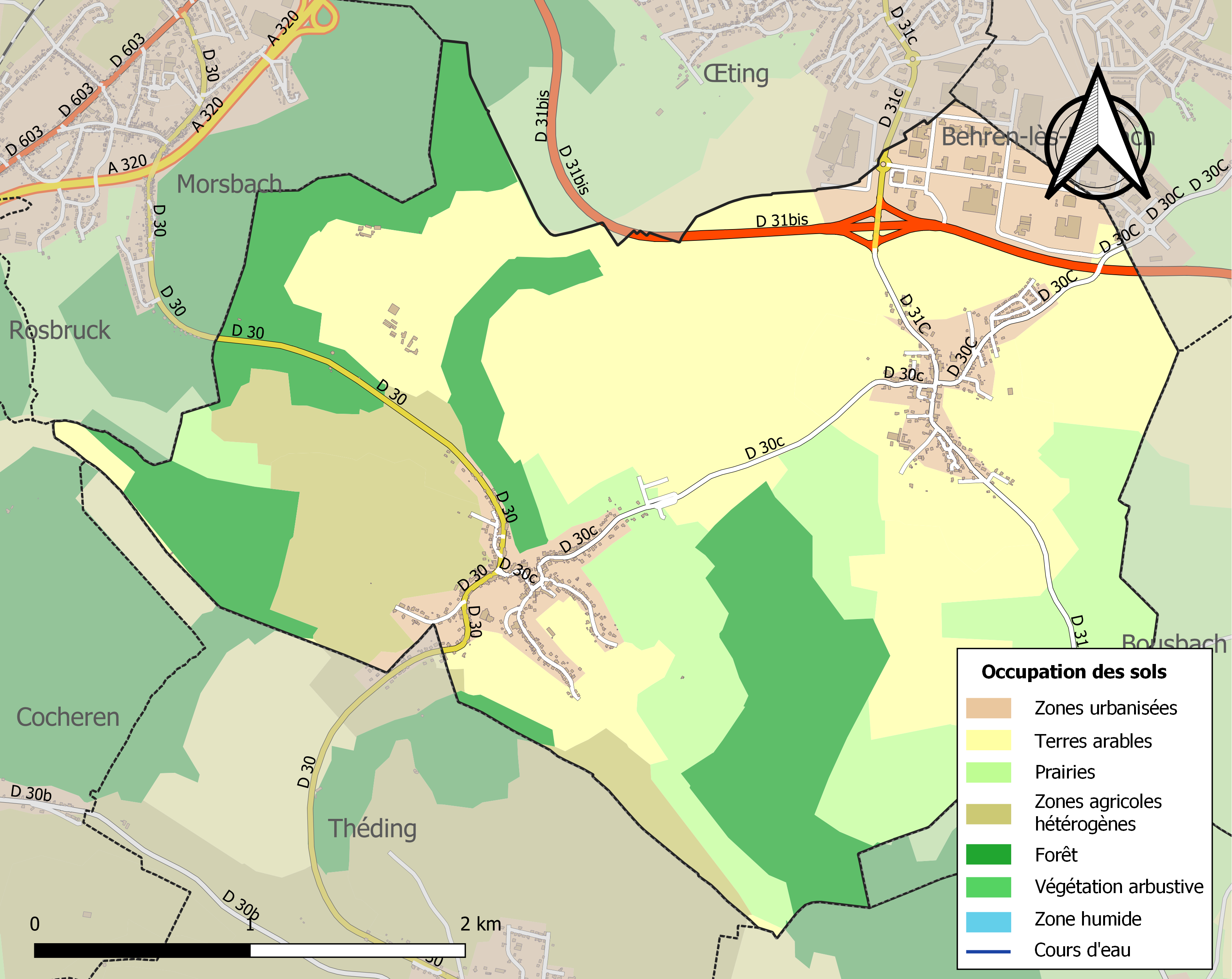
Carte des infrastructures et de l'occupation des sols de la commune en 2018 (CLC).

## Toponymie

### Folkling
- À l’origine, le village de Folkling s’appelait Fulkolinga, avant d’emprunter le nom de Folchelingen vers 1266, selon un historien. C’est en 1460 que l’on se rapproche doucement de l’orthographe utilisée à ce jour, Folklingen. Afin de le distinguer de Volklingen, ville voisine de l’autre côté de la frontière, en Sarre, le nom de Gau-Folkelinghen fut couramment employé, le terme « Gau » faisant référence au calcaire jurassique dont les terres locales regorgent.
- Anciennes mentions : Folchelinga en 1266, Fourkelinges en 1280, Folcklingenn en 1365, Folkelingen en 1395, Fulkelingen en 1454, Folcklingen en 1460, Folkelinga et Folchelinga en 1544, Gaw-Folkelinghen en 1566, Folklinguen en 1683, Folcklein (carte de Cassini), Folckling[1], Foleckling en 1801[17], Folklingen de 1871 à 1918.
- En allemand : Folklingen[1]. En francique lorrain : Folklinge ou Volklinge.

### Gaubiving
Bibingen (1365), Bubingen (1577), Bübingen (1594), Bivingen et Gaubibingen (XVIIIe siècle), Biebingen (1709), Gaubiving (1751), Gaubivingen (1756), Bébing (1790), Bivin (1793), Gaubivinch (carte de l'État-major).En francique rhénan Biwinge.

### Remsing
Rymesingen (1365), Rimezing et Remezing (XVIIIe siècle), Reimsing (carte de l'état-major).

## Histoire
- Dépendait de l'ancienne province de Lorraine, avec son annexe Gaubiving.
- Village de la vouerie de Saint-Avold, dépendait autrefois de la mairie de Cocheren et ressortissait au bailliage de Sarreguemines.
- Annexée en 1940 par l'Allemagne

Folkling fut un petit berceau de résistance faisant passer des hommes vers la zone libre par l'église saint-éloi puis les envoyant vers la gare de Cocheren
- Libérée le 6 décembre 1944 par l'armée Américaine Folkling repris assez bien sa vie de village

## Politique et administration
| Période                                  | Période   | Identité          | Étiquette | Qualité |
| ---------------------------------------- | --------- | ----------------- | --------- | ------- |
| mars 1977                                | mars 2008 | Justin Nicolas    | SE        |         |
| mars 2008                                | mai 2020  | Alain Marchetto   | SE        |         |
| mai 2020                                 | En cours  | Bernard De Feyter | SE        |         |
| Les données manquantes sont à compléter. |           |                   |           |         |

## Démographie
L'évolution du nombre d'habitants est connue à travers les recensements de la population effectués dans la commune depuis 1793. Pour les communes de moins de 10 000 habitants, une enquête de recensement portant sur toute la population est réalisée tous les cinq ans, les populations de référence des années intermédiaires étant quant à elles estimées par interpolation ou extrapolation. Pour la commune, le premier recensement exhaustif entrant dans le cadre du nouveau dispositif a été réalisé en 2008.

En 2022, la commune comptait 1 392 habitants, en évolution de +7,49 % par rapport à 2016 (Moselle : +0,52 %, France hors Mayotte : +2,11 %).
| 1793 | 1800 | 1806 | 1821 | 1836 | 1841 | 1861 | 1866 | 1871 |
| ---- | ---- | ---- | ---- | ---- | ---- | ---- | ---- | ---- |
| 354  | 458  | 446  | 599  | 704  | 683  | 778  | 829  | 757  |

| 1875 | 1880 | 1885 | 1890 | 1895 | 1900 | 1905 | 1910 | 1921 |
| ---- | ---- | ---- | ---- | ---- | ---- | ---- | ---- | ---- |
| 697  | 681  | 661  | 720  | 716  | 755  | 792  | 809  | 791  |

| 1926 | 1931 | 1936 | 1946 | 1954 | 1962 | 1968 | 1975 | 1982  |
| ---- | ---- | ---- | ---- | ---- | ---- | ---- | ---- | ----- |
| 761  | 744  | 735  | 731  | 769  | 829  | 867  | 966  | 1 150 |

| 1990  | 1999  | 2006  | 2008  | 2013  | 2018  | 2022  | - | - |
| ----- | ----- | ----- | ----- | ----- | ----- | ----- | - | - |
| 1 372 | 1 386 | 1 384 | 1 384 | 1 292 | 1 312 | 1 392 | - | - |

## Culture locale et patrimoine

### Sobriquets
- Anciens sobriquets désignant les habitants[21]: Die Messer (les couteaux), Die Riewefresser (les bouffeurs de navets), Die Kappeskepp (les têtes de choux).

### Lieux et monuments
- Vestiges gallo-romains : monnaies, tuiles, poteries.
- Presbytère XVIIIe siècle : mascarons et têtes.
- Anciens Bunkers des guerres mondiales autour du village
- Tombe des 3 Soldats Russe en Forêt

### Édifices religieux

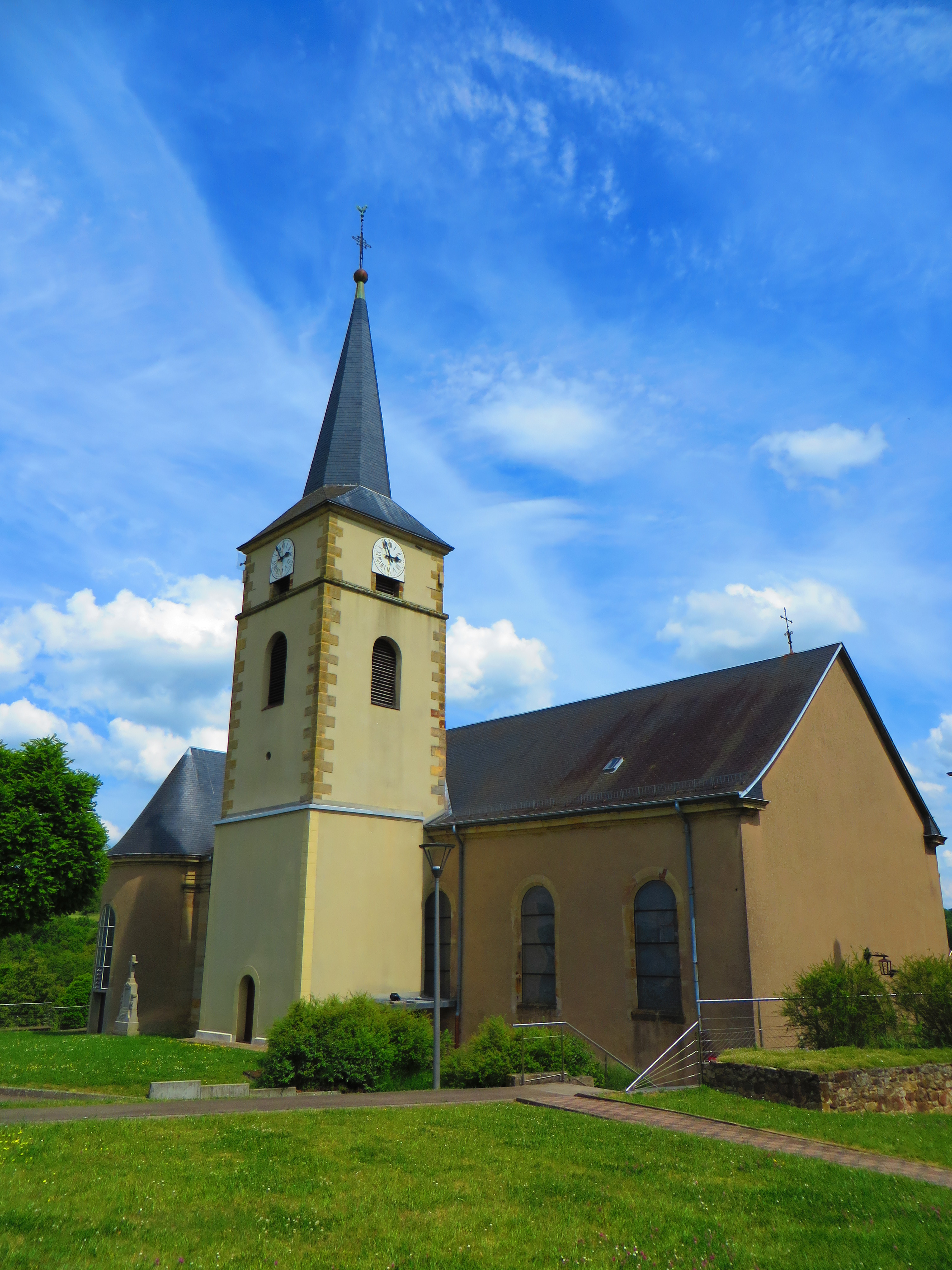
Église Saint-Éloi de Folkling

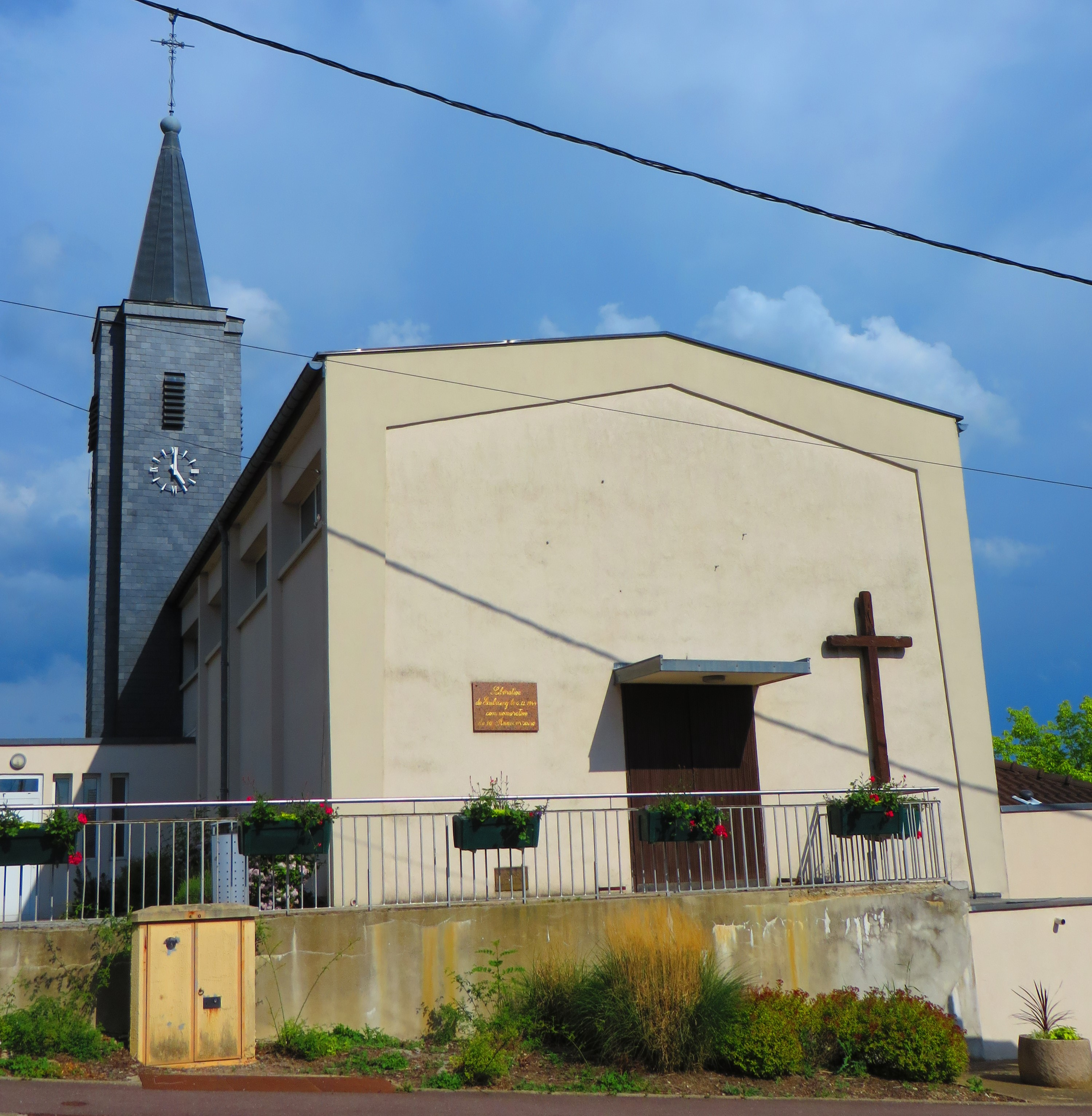
Église de Gaubiving

- Église Saint-Eloi 1725 agrandie XIXe siècle : maître-autel à baldaquin, reliquaire de saint Valentin, chaire XVIIIe siècle.
- Chapelle de Gaubiving XXe siècle.

### Héraldique
| Blason de Folkling | Blason  | Parti: au 1er d'azur semé de billettes d'or, au lion couronné du même brochant sur la tout, au 2e d'or à la bande de gueules chargée de trois alérions d'argent. |
| Blason de Folkling | Détails | Le statut officiel du blason reste à déterminer. |